# Ravel Morrison
Ryan Morrison (Wythenshawe, 1993. február 2. –) angol születésű jamaicai válogatott labdarúgó, a D.C. United játékosa.